# Filthy Rich (Fernsehserie, 2020)
Filthy Rich ist eine US-amerikanische Fernsehserie von Tate Taylor, die 2020 für FOX produziert wurde. Sie basiert auf der gleichnamigen neuseeländischen Fernsehserie, die von 2016 bis 2017 bei TVNZ 2 lief.
Die Serie wurde zwischen September und November 2020 auf FOX ausgestrahlt. In Deutschland war die zehn Folgen umfassende Staffel zwischen dem 4. Juni und 2. Juli 2021 auf Sat.1 emotions zu sehen. Im Free-TV wird die Serie seit dem 2. September 2021 wöchentlich auf Joyn Primetime gezeigt.

## Handlung
Der Fernsehprediger Eugene und seine Ehefrau Margaret sind durch den gemeinsamen Aufbau von Sunshine Network, des größten christlichen TV-Senders der Welt, reich und berühmt geworden. Als Eugene bei einem Flugabsturz stirbt, stellen Margaret und seine erwachsenen Kinder Rose und Eric schockiert fest, dass er noch drei weitere uneheliche Kinder (Ginger, Antonio und Jason) hat, die jetzt ihre Ansprüche am Familien-Imperium erheben.

## Produktion
Im Dezember 2018 wurde eine Pilotfolge basierend auf der neuseeländischen Fernsehserie Filthy Rich geordert, die in Deutschland als Alles oder nichts adaptiert wurde. Im Mai 2019 wurde eine erste Staffel bestellt. Ursprünglich war geplant, die Serie im Frühjahr 2020 auszustrahlen. Aufgrund der COVID-19-Pandemie wurde die Premiere auf den Herbst 2020 verschoben.
Die Serie wurde im Oktober 2020 nach der ersten Staffel eingestellt.

## Besetzung und Synchronisation
Die deutsche Synchronisation wird von der Synchronfirma Deutsche Synchron & Medienproduktion GmbH in Berlin erstellt. Verantwortlich für die Dialogregie sowie für das Dialogbuch ist Michael Nowka.
| Rolle                     | Schauspieler          | Synchronsprecher       |
| Hauptrollen               | Hauptrollen           | Hauptrollen            |
| ------------------------- | --------------------- | ---------------------- |
| Margaret Monreaux         | Kim Cattrall          | Katarina Tomaschewsky  |
| Ginger Sweet              | Melia Kreiling        | Alice Bauer            |
| Franklin Lee              | Steve Harris          | Matti Klemm            |
| Rose Monreaux             | Aubrey Dollar         | Sarah Alles            |
| Eric Monreaux             | Corey Cott            | Arne Stephan           |
| Antonio Rivera            | Benjamin Levy Aguilar | Nico Sablik            |
| Jason Conley / Mark       | Mark L. Young         | Karim El Kammouchi     |
| Becky Monreaux            | Olivia Macklin        | Katharina Schwarzmaier |
| Reverend Paul Luke Thomas | Aaron Lazar           | Marius Clarén          |
| Eugene Monreaux           | Gerald McRaney        | Dieter Memel           |
| Nebenrollen               |                       |                        |
| Norah Ellington           | Deneen Tyler          |                        |
| Rachel                    | Aqueela Zoll          | Lina Rabea Mohr        |
| Tina Sweet                | Rachel York           | Daniela Hoffmann       |
| Luke Taylor               | Cranston Johnson      | Florian Clyde          |
| Ellie                     | Annie Golden          |                        |
| Yopi Candalaria           | Alanna Ubach          |                        |
| Don Bouchard              | Kenny Alfonso         |                        |
| Townes Dockerty           | Carl Palmer           |                        |
| Hagamond Sheen            | Thomas Francis Murphy |                        |
| Veronica                  | Gia Carides           |                        |
| Juliette                  | Juliette Lewis        |                        |

## Episodenliste
| Nr. | Deutscher Titel                  | Originaltitel      | Erstausstrahlung (USA) | Deutschsprachige Erstveröffentlichung (D/A/CH) | Regie                     | Drehbuch                      |
| --- | -------------------------------- | ------------------ | ---------------------- | ---------------------------------------------- | ------------------------- | ----------------------------- |
| 1   | Der liebe Gott liebt alle Kinder | Pilot              | 21. Sep. 2020          | 4. Juni 2021                                   | Tate Taylor               | Tate Taylor                   |
| 2   | Taufe für die Sünderin           | John 3:3           | 28. Sep. 2020          | 4. Juni 2021                                   | Tate Taylor               | Abe Sylvia                    |
| 3   | Gentlemen und Kunden             | Psalm 25:3         | 5. Okt. 2020           | 11. Juni 2021                                  | Jann Turner               | Blair Singer                  |
| 4   | Ein Wochenende auf dem Land      | Romans 8:30        | 19. Okt. 2020          | 11. Juni 2021                                  | Tate Taylor               | Sheri Holman                  |
| 5   | Der Videobeweis                  | Proverbs 20:6      | 26. Okt. 2020          | 18. Juni 2021                                  | Howie Deutch              | Gerald Cuesta & C.A. Johnson  |
| 6   | Nur zu, falscher Prophet         | Hebrews 9:15       | 2. Nov. 2020           | 18. Juni 2021                                  | Tate Taylor               | Rhett Rossi & Nina Stiefel    |
| 7   | Flieg, kleiner Vogel!            | 2 Corinthians 3:17 | 9. Nov. 2020           | 25. Juni 2021                                  | Howie Deutch              | Bryan Goluboff                |
| 8   | Krieger für Christus             | James 4:1          | 16. Nov. 2020          | 25. Juni 2021                                  | Christina Alexandra Voros | Sheri Holman                  |
| 9   | Der einzige gute Mensch          | Romans 12:21       | 23. Nov. 2020          | 2. Juli 2021                                   | Bille Woodruff            | Gerald Cuesta & Blair Singer  |
| 10  | Die letzte Wahrheit              | 1 Corinthians 3:13 | 30. Nov. 2020          | 2. Juli 2021                                   | Tate Taylor               | Sheri Holman & Bryan Goluboff |